# Hanns von Zobeltitz
Hanns Caspar von Zobeltitz (9. září 1853 Spiegelberg, Pruské království – 4. dubna 1918 Bad Oeynhausen) byl německý učitel, spisovatel, redaktor a vydavatel.   

## Životopis
Narodil se v rodině Karla von Zobeltitze (1823–1885) a Berthy roz. Knibbe (1828–1888). Jeho sourozenci byli: Fedor (1857–1934) a Elisabeth Valeska (1861). V manželství s Annou Berke (1855) se narodily dvě děti: Charlotte Radowitz (1880) a Hans-Caspar (1884).
Otec byl statkář na Spiegelbergu (nyní Poźrzadło v Lubulském vojvodství), bratr Fedor byl také spisovatel a redaktor. Hanns navštěvoval gymnázium v Berlíně. Jako sedmnáctiletý dobrovolník se zúčastnil Francouzsko-německé války. Po válce byl povýšen na poručíka, později se stal učitelem taktiky na válečné škole v Potsdamu, kde setrval do roku 1890. 
Od tohoto roku se věnoval spisovatelství. Stal redaktorem časopisu Daheim a řídil beletristický měsíčník Velhagen und Klasings Monatheften. Napsal řadu románů, v nichž barvitě popisoval své rodné Braniborsko a Berlín své doby. Za jeho nejlepší dílo je považován román Der Alte auf Topper, v němž zpracoval vzpomínky na své mládí.
Hanns von Zobeltitz publikoval také pod pseudonymy Flutterer; Max E. Conried a Hans von Spie(ge)lberg / Hans von Spielberg a Der Meergreis. Jeho syn byl také spisovatelem.

## Dílo
- Der Alte von Güntersloh. Erzählung. Babenzien, Rathenow 1892
- Der Briefmarkensport. In: Velhagen und Klasings Monatshefte. Jg. 7 (1892/93), Bd. 1, Heft 2, Oktober 1892, S. 213–223
- Der Wein. Velhagen & Klasing, Bielefeld und Leipzig, 1901. (Digitalisat)
- Hermann Vogt: Das Buch vom deutschen Heere. Zweite, vermehrte und bis auf die neueste Zeit fortgeführte Auflage bearbeitet durch Hanns von Zobelitz. Velhagen & Klasing, Bielefeld 1891
- Die Generalsgöhre. Roman. Costenoble, Berlin 1897
- Das versunkene Goldschiff. Eine abenteuerliche Geschichte aus drei Erdteilen. Roman. Velhagen & Klasing, Bielefeld 1898 (Digitalisat)
- Auf märkischer Erde, Roman, Leipzig, 1898
- Talmi, Roman, Leipzig, 1898
- Christian von Stachow, Roman, Bielefeld, 1890
- Die Jagd um den Erdball, abenteuerliche Geschichte aus vier Erdteilen, Leipzig, 1901
- Des Lebens Enge, Roman, 1906
- Der Alte auf Topper, Roman, Leipzig, 1910
- Die Tante aus Sparta, Roman, Stuttgart, 1901
- Sieg, Roman, Berlin, 1912
- Das Dreigestirn, Roman, Stuttgart, 1913
- Die Frau ohne Alltag, Roman, 1914
- Die Fürstin Witwe, Roman, Stuttgart, 1915
- Im Knödelländchen und anderswo, Novellen und Erinnerungen, 1916
- Die Blüchernichten, Roman, Stuttgart, 1920
- Der Alte von Güntersloh. Rohr im Winde. Zwei Erzählungen. Leipzig, 1923

### V češtině
- Dcera krále faraona – úvod František Sekanina, přeložil Jan Mrazík; in: 1000 nejkrásnějších novel... č. 79. Praha: J. R. Vilímek, 1914